# Grunewald (Templin)
Grunewald ist ein Ortsteil der Stadt Templin im Landkreis Uckermark (Brandenburg). Der heutige Ort entstand vor 1700 aus einer Zaunsetzerstelle am Großen Wildzaun. 1725 wurde diese Stelle in ein Vorwerk umgewandelt; 1751 wurden zehn Kolonistenfamilien aus Mecklenburg auf dem Vorwerk angesiedelt und dieses aufgegeben. Grunewald war bis zur 2003 erfolgten Eingliederung in die Stadt Templin eine eigenständige Gemeinde.

## Geographische Lage
Grunewald liegt im südwestlichen Teil des Stadtgebiets von Templin. Es grenzt im Norden an Storkow und Vietmannsdorf, im Südosten an Groß Dölln (alle genannten Orte sind Ortsteile der Stadt Templin), und im Südwesten und Westen an Kurtschlag und Vogelsang beide Orte sind Ortsteile der Stadt Zehdenick. Grunewald liegt 52 m über Meereshöhe. Grunewald ist über die K 7348 zu erreichen, die bei Kurtschlag von der L 215 abzweigt durch Grunewald hindurch nach Storkow und Hammelspring führt. Im Osten reicht das Flugfeld des ehemaligen sowjetischen Militärflugplatzes Groß Dölln (bis 1994) bis an die Markungsgrenze heran.

## Geschichte
Um 1660 begann der Große Kurfürst Friedrich Wilhelm mit der Rekonstruktion des bereits Mitte des 16. Jahrhunderts angelegten und im Dreißigjährigen Krieg zerstörten oder verfallenen sog. „Großen Wildzauns“ von der Havel bis zur Oder, um das Wild am Überwechseln auf das nördlich davon liegende Kulturland der Uckermark zu hindern. Zur Instandhaltung dieses Zauns wurden entlang des Wildzaunes insgesamt 12 Zaunsetzerstellen geschaffen. Eine Stelle übernahm der Schulze von Groß-Ziethen gegen Lohn, die übrigen Zaunsetzerstellen wurden durch Rodung in dem großen Waldgebiet neu angelegt und wurden meist zum Nukleus neuer Siedlungen. Die Zaunsetzer hatten neben dem Haus z. T. beachtlich große Acker- und Wiesenflächen.
1718 wurde die Zaunsetzerstelle des Gert Amerlahn am Wildzaun im Reiersdorfschen Revier erstmals erwähnt. Das Waldgebiet gehörte damals zum Amt Zehdenick. Amerlahn hatte 107 Morgen Acker und 18 Morgen Wiesen (1 Morgen zu 400 Quadratruten) zu seiner Zaunsetzerstelle. Er hielt 20 Kühe auf diesen Wiesen. 1721 wurde vom Amt Zehdenick der Plan gefasst, die Zaunsetzerstellen in Vorwerke umzuwandeln und noch mehr Heide zu räumen. 1725 gab es dieses Vorwerk bereits; es wurde zunächst Düsterlaacke genannt, 1727 erscheint dann erstmals der Name Grunewald für das Vorwerk. 1736 hatte es 650 Morgen Land (ein Morgen zu 180 Quadratruten), davon 532 Morgen Acker, 115 Morgen Wiese und 3 Morgen Gartenland. Es hatten sich bereits 6 Tagelöhner angesiedelt. 1748 wurde geplant, das Vorwerk in 12 Bauernstellen à 90 Morgen Acker und 15 Morgen Wiese umzuwandeln. 1750 wurde der Plan auf 16 Bauernstellen zu 75 Morgen geändert, und dazu 8 kleine Wirte angesetzt werden. Um den Plan zu verwirklichen, sollte weiteres Land bei der Dustern Lake gerodet werden. 1751 wurde dieser Plan erneut geändert. Es wurden nun doch nur 10 Erbzinsbauern mit je 3 Hufen (zu 90 Morgen) und 15 Morgen Wiese angesetzt. Dazu sollten kommen ein Schulmeister mit 15 Morgen, 1 Halbkossäte mit 8 Morgen, 2 Büdner mit je 3 Morgen und 8 Büdner mit je 2 Morgen Land. Die Häuser von 6 Familien aus Mecklenburg waren Ende 1751 schon fertig, 4 Häuser waren noch im Bau. 1755 waren im neuen Kolonistendorf 10 Erbzinsbauern (darunter auch der Schulze) mit je drei Hufen und 15 Morgen Wiesen und 3 Morgen Hof- und Gartenland wohnhaft. Der Schulze hatte 18 Morgen Wiese erhalten. Außerdem wohnten im neuen Dorf ein Halbkossäte mit 8 Morgen Acker und 6 Morgen Wiese sowie 18 Büdnern (1 Büdner hatte 3 Morgen, 10 Büdner hatten je 2 Morgen Acker und 2 Morgen Wiesen). Die ehemaligen Vorwerksgebäude waren in Verfall, in einem Haus wohnte der Schulmeister, außerdem wohnten weitere 6 Paare und zwei einzelnen Einlieger in dem Gebäude. 1773 hatte sich auch ein Schmied im Dorf niedergelassen. 1775 wurden bereits 55 Feuerstellen gezählt. 1790 wurde erstmals ein Krug genannt. 1791 wurde die Einwohnerschaft des Kolonistendorfs wie folgt beschrieben: 10 Erbzinsbauern mit je 90 Morgen Acker und 15 Morgen Wiese, 1 Halbkossät mit 8 Morgen Acker, 6 Morgen Wiese und 3 Morgen Hof- und Ackerland, 18 Büdner mit je 1 Morgen Haus- und Gartenland und 2 Morgen Wiese und 13 einzelne Einlieger, die ihr Brot als Arbeiter, Fuhrleute, Tagelöhner und als Krüger verdienten. Im Dorf gab es einen Laufschmied bzw. eine Laufschmiede. Das schon vor 1775 errichtete Bet- und Schulhaus war unter einem Dach. 1790 wohnten bereits 228 Menschen in Grunwalde. 1831 brannten das Dorf und der Betsaal ab. 1840 waren aber bereits wieder 38 Wohnhäuser neu erbaut worden. 1860 wurden im Dorf 3 öffentliche Gebäude, 41 Wohnhäuser und 70 Wirtschaftsgebäude gezählt, darunter auch eine Getreide(wind)mühle. Die Windmühle stand etwa 200 m nordöstlich des Ortsmittelpunkts (Straßenkreuzung) in den Feldern. 1861 war die Landwirtschaft als Haupterwerbsquelle eher in den Hintergrund getreten. Damals lebten allein 20 Schiffseigentümer, die 20 Segelschiffe ihr eigen nannten im Dorf. Der Heimathafen der Grunewalder Schiffer war der Flusshafen im 10 km entfernten Zehdenick. Transportiert wurden auf der Havel vor allem Holz, Kohle und Getreide, etwas später mit dem Boom der Zehdenicker Ziegeleien auch Ziegelsteine. Neben den Schiffern gab es 1861 im Dorf noch 2 Leineweber mit drei Stühlen, Müller, Bäcker, Maurer, Schmied, Stellmacher, Schiffszimmermann, Schuhmacher, 2 Schneider und 2 Schneiderinnen(!), 2 Tischler, 1 Böttcher und einen Krug. 1868 wurde Lehnschulze Schneider zum stellvertretenden Feuerlösch-Commissarius für den III. Bezirk des Kreises Templin gewählt.
1900 zählte man im Dorf 64 Häuser. 1907 lebten sogar 63 Schiffseigner im Dorf. Es gab neben zahlreichen Handwerkern und Dienstleistern auch ein Pantinenmacher.
Die Binnenschifffahrt war so bedeutend für den Ort, dass im Jahre 1912 über die Wintermonate eine Fachschule für junge Schiffer eingerichtet wurde. Sehr fortschrittlich gesinnt, gründete der örtliche Lehrer 1913 den „Jugendklub Grunewald“ zur Betreuung der Jugendlichen. 1929 kam ein Teil des Gutsbezirkes Reiersdorf Forst mit dem Forsthaus Dusterlake zur Gemarkung. 1931 war der Ort auf 73 Wohnhäuser angewachsen. Nach dem Zweiten Weltkrieg wurden mit der Landreform von 1948 354 ha enteignet und davon 53 ha an 14 landlose (Neu-)Bauern, 186 ha an 46 landarme Bauern, 33 ha an nicht landwirtschaftliche Arbeiter und Angestellte, 31,5 ha an 7 Altbauern und 50 ha an die Gemeinde verteilt. Bereits 1960 wurde die erste Landwirtschaftliche Produktionsgenossenschaft vom Typ I gegründet mit bereits 60 Mitgliedern und 295 ha landwirtschaftlicher Nutzfläche. Sie wurde 1967 an die LPG Typ III in Storkow angeschlossen. 1953 wurde von der Bahnstrecke Löwenberg–Prenzlau eine Nebenstrecke von Vogelsang zum Militärflugplatz Groß Dölln gebaut, die südlich am Ortskern vorbeiführte. Sie ist heute stillgelegt und überwiegend abgebaut.
| Jahr | Einwohner |
| ---- | --------- |
| 1755 | 167       |
| 1774 | 251       |
| 1790 | 228       |
| 1801 | 222       |
| 1817 | 306       |
| 1840 | 546       |
| 1858 | 601       |
| 1895 | 565       |
| 1925 | 635       |
| 1939 | 514       |
| 1946 | 590       |
| 1964 | 356       |
| 1971 | 323       |
| 1981 | 267       |
| 1991 | 249       |
| 2002 | 239       |
| 2017 | 229       |

### Politische Geschichte
Bei der Anlage der Zaunsetzerstelle bzw. des Vorwerks und der Kolonie gehörte Grunewald zum Amt Zehdenick. Das Gebiet des Reiersdorfer Forstes war über das 1541 säkularisierte Kloster Zehdenick an das Amt Zehdenick gekommen. Mit der Kreisreform von 1872 wurden die fiskalischen Domänenämter aufgelöst und deren Aufgaben den Kreisen übertragen. Grunewald war eine eigenständige Landgemeinde. 1929 mit Auflösung der Gutsbezirke wurden Teile des Gutsbezirkes Reiersdorfer Forst in die Gemeinde eingegliedert, so die Wohnplätze Dusterlake und Forsthaus (oder Försterei) Dusterlake. Nach der politischen Wende in der damaligen DDR schloss sich Grunewald mit 13 anderen Gemeinden zu einer Verwaltungsgemeinschaft, dem Amt Templin-Land zusammen. 2003 wurde Grunewald per Gesetz in die Stadt Templin eingegliedert und ist seither ein Ortsteil der Stadt Templin.
Das frühere Gemeindegebiet von Grunewald gehört zur historischen Landschaft der Uckermark und zum Uckermärkischen Kreis. Dieser wurde in der preußischen Kreisreform von 1816/17 auf die drei Kreise Templin, Angermünde und Prenzlau aufgeteilt. Bei der Kreisreform von 1952 in der damaligen DDR wurde der alte Kreis Templin in die zwei neuen Kreise Gransee und Templin (mit neuem Zuschnitt) aufgeteilt. Grunewald wurde dem neuen Kreis Templin (Bezirk Neubrandenburg) zugeordnet (ab 1990 Landkreis Templin). In der Kreisreform von 1993 wurden die drei Landkreise Angermünde, Prenzlau und Templin zum Landkreis Uckermark vereinigt.

### Kirchliche Geschichte
Grunewald war zu Anfang nach Groß Dölln eingekircht. 1775 mit Errichtung des Schul- und Betsaales wurde es Tochterkirche von Groß Dölln. Die Patronatsrechte wurden zunächst vom Amt Zehdenick bzw. später vom Fiskus wahrgenommen. Seit 1910 war Grunewald Tochterkirche von Kurtschlag. Heute gehört Grunewald zum Pfarrsprengel Hammelspring (Evangelischer Kirchenkreis Oberes Havelland). Bis 2008 gehörte es zum Pfarrsprengel Groß Dölln; in diesem Jahr wurden die Pfarrsprengel Groß Dölln, Hammelspring und Vietmannsdorf zum neuen Pfarrsprengel Hammelspring zusammengeschlossen.

## Sehenswürdigkeiten und Freizeit
Die Denkmalliste des Landes Brandenburg für den Landkreis Uckermark verzeichnet keine Bau- und Bodendenkmale. Interessant ist der aus dem Jahr 1836 stammende, eher einer Doppelhaushälfte ähnelnde Betsaal mit hölzernem Glockenstuhl davor. Die frühere Schule, ein heute sehr stilvoll rekonstruiertes Holzhaus dient heute der Gemeindeverwaltung. In der Dorfmitte steht das Denkmal für die Gefallenen des Ersten Weltkriegs, das 1920 aufgestellt wurde. 1945 wurde es entfernt und versteckt. 1990 wurde es wieder aufgestellt und mit einer Tafel für die Gefallenen und Vermissten des Zweiten Weltkriegs ergänzt.
Durch Grunewald hindurch verläuft der Rad- und Wanderweg Rundweg Storkow-Grunewald, der mit einem gelben Punkt markiert ist.

## Persönlichkeiten
- Dorothea Binz (1920-1947), Oberaufseherin im Konzentrationslager Ravensbrück; geboren im Ausbau Düsterlake